# Micreremites
Micreremites là một chi bướm đêm thuộc họ Erebidae.